# Илия Вулев
Илия Христов Вулев, с псевдоним Исус Навин, е български просветен деец и революционер, деец на Вътрешната македоно-одринска революционна организация.

## Биография
Роден е в 1880 година в голямото българско костурско село Загоричани, тогава в Османската империя, днес Василиада, Гърция. През 1902 година завършва Сярското педагогическо училище, след което работи като начален и прогимназиален учител в Македония: 5 години в различни села и 6 години в градовете Хрупища, Костур и Лерин. През 1903 година се присъединява към ВМОРО и действа като четник в костурската чета на Иван Попов. По-късно се легализира и е български учител в Загоричани. След Загоричанското клане от 1905 година, е принуден да бяга в Свободна България заедно с другия български учител Христо Попстефов.
От учебната 1914-1915 година работи като главен учител в народното първоначално училище в село Калотина, Царибродско. На тази длъжност е и в началото на 1920-те години.
Умира след 1955 година.